# Gaspard François Forestier
Pour les articles homonymes, voir Forestier (homonymie).
 (juillet 2019).
Si vous disposez d'ouvrages ou d'articles de référence ou si vous connaissez des sites web de qualité traitant du thème abordé ici, merci de compléter l'article en donnant les références utiles à sa vérifiabilité et en les liant à la section « Notes et références ».
Gaspard François Forestier, né à Aix (devenue Aix-les-Bains) (Savoie) le 14 mars 1767, est un général français de la Révolution et de l’Empire.

## Biographie
Volontaire le 24 septembre 1792 dans le 1er bataillon du Mont-Blanc, sergent le 1er février 1793, il fut élu capitaine le 5 avril suivant dans ce même bataillon, devenu peu après 5e demi-brigade provisoire qui passa de l'armée des Alpes à celle des Pyrénées-Orientales.
Le 27 frimaire an II, sur la montagne des Albères, au poste appelé la tour de la Massane, il se défendit avec 150 hommes contre une colonne de 500 Espagnols, et les empêcha de se porter vers l'arrière de la division, déjà aux prises avec un ennemi supérieur.
Le 30 du même mois, au combat livré sous le fort Saint-Elme, son bataillon avait perdu beaucoup de monde, et le drapeau, après être passé entre les mains de plusieurs officiers et sergents, qui tous.avaient été tués, était tombé au pouvoir des gardes wallonnes, lorsque le capitaine Forestier s'élança au milieu des ennemis, saisit l'étendard français et le rapporta au bataillon.
Après la paix avec l'Espagne, il alla en Italie avec sa demi-brigade (18e de bataille), y devint adjoint provisoire à l'adjudant-général Guillet, et fut employé dans la 9e division militaire le 21 pluviôse an V.
Confirmé dans cet emploi le 1er prairial suivant, placé successivement dans les 7e et 8e divisions militaires, et le 11 vendémiaire an IX, aide-de-camp auprès du général Frégeville : inspecteur de cavalerie, qu'il accompagna, cette année en Italie, il se rendit dans la 9e division en l'an XI, fut compris comme membre de la Légion d'honneur dans la promotion du 25 prairial an XII, et obtint le grade de chef d'escadron, en conservant ses fonctions, le 3 messidor de la même année. À la fin de l'an XIII, il suivit de nouveau son général en Italie, fit la campagne de 1806 dans le pays de Naples, et fut assez gravement blessé au bras et au genou en montant à l'assaut de Civitta del Tronto.
Rentré en France avec l'autorisation du roi de Naples pour y rétablir sa santé, il rejoignit la Grande Armée le 16 mai 1807, assista en qualité de major de tranchée au siège de Stralsund, où il reçut un coup de feu à la jambe droite, revint à Paris à la fin de février de 1808, et partit au mois de juillet pour rejoindre le corps d'observation des Pyrénées-Orientales, devenu 2e corps de l'armée d'Espagne.
Adjudant-commandant le 28 août 1808 et officier de la Légion d'honneur le 4 septembre de la même année, à la suite de l'affaire de Rio-Seco, il fut grièvement blessé d'une balle dans le cou à la bataille d'Oporto le 29 mai 1809, et se rendit à Madrid, où il resta employé en vertu d'un ordre du roi du mois de février 1810.
Employé au 5e corps d'Espagne en 1810, il devint sous-chef de l'état-major général de l'armée du Midi en janvier 1812, et l'Empereur l'ayant nommé général de brigade le 30 mai 1813, il rentra en France au mois de juillet, et fut désigné le 22 octobre pour servir au corps d'observation d'Italie.
Pendant la campagne de 1814, il commandait une partie de l'avant-garde de l'armée du Vice-Roi, et dans une affaire où ce prince s'était réfugié au milieu d'un bataillon carré cerné par une cavalerie nombreuse, et manquant de cartouches, il parvint à se dégager par un mouvement hardi. Dans l'après-midi du même jour, il enleva, à la tête du 84e régiment, le village de Pozzolo, sur le Mincio, défendu avec opiniâtreté par 6 000 Autrichiens. Son frère cadet, le général de brigade François Louis Forestier (1776-1814) était mortellement blessé à la bataille de Brienne, le 29 janvier 1814.
De retour en France à la paix, il fut nommé chevalier de Saint-Louis le 29 juillet 1814, rentra dans ses foyers le 1er septembre, obtint le 27 décembre la décoration de commandeur de la Légion d'honneur, et fut investi le 30 du même mois des fonctions d'inspecteur d'infanterie dans la 16e division militaire (Lille).
Commandant du département de l'Hérault le 10 juin 1815, il sut y maintenir l'ordre dans ces temps difficiles et se vit classer de nouveau dans la non-activité le 1er septembre. Naturalisé Français le 26 mars 1817, il fut admis à la retraite le 1er janvier 1825.
Le général Forestier est mort à Paris le 24 avril 1832.